# 교황 바오로 3세
교황 바오로 3세(라틴어: Paulus PP. III, 이탈리아어: Papa Paolo III)는 제220대 교황(재위: 1534년 10월 13일 - 1549년 11월 10일)이다. 본명은 알레산드로 파르네세(이탈리아어: Alessandro Farnese)이다. 대체로 교회 쇄신과 르네상스의 진흥 등 크게 두 가지 분야에서 두드러진 업적을 쌓았다는 평가를 받고 있다. 바오로 3세는 재위기간 동안 가톨릭 개혁의 기치 아래, 예수회, 테아티노회, 성 바오로회, 오라토리오회 등 새로운 수도회 및 교회단체들을 인가함으로써 사람들의 마음을 따르게 하였으며, 1545년에는 트리엔트 공의회를 소집하였다. 또한 그는 예술과 학문의 애호가이자 후원자로 명성이 높았으며, 자기 가문인 파르네세 가문의 권력과 부를 증진시키기 위하여 족벌주의를 이용하기도 하였다. 바오로 3세는 니콜라우스 코페르니쿠스에게 그의 저서 《천구의 회전에 관하여》(De revolutionibus orbium coelestium)를 헌정받기도 하였다.

## 생애 초기와 성직 생활

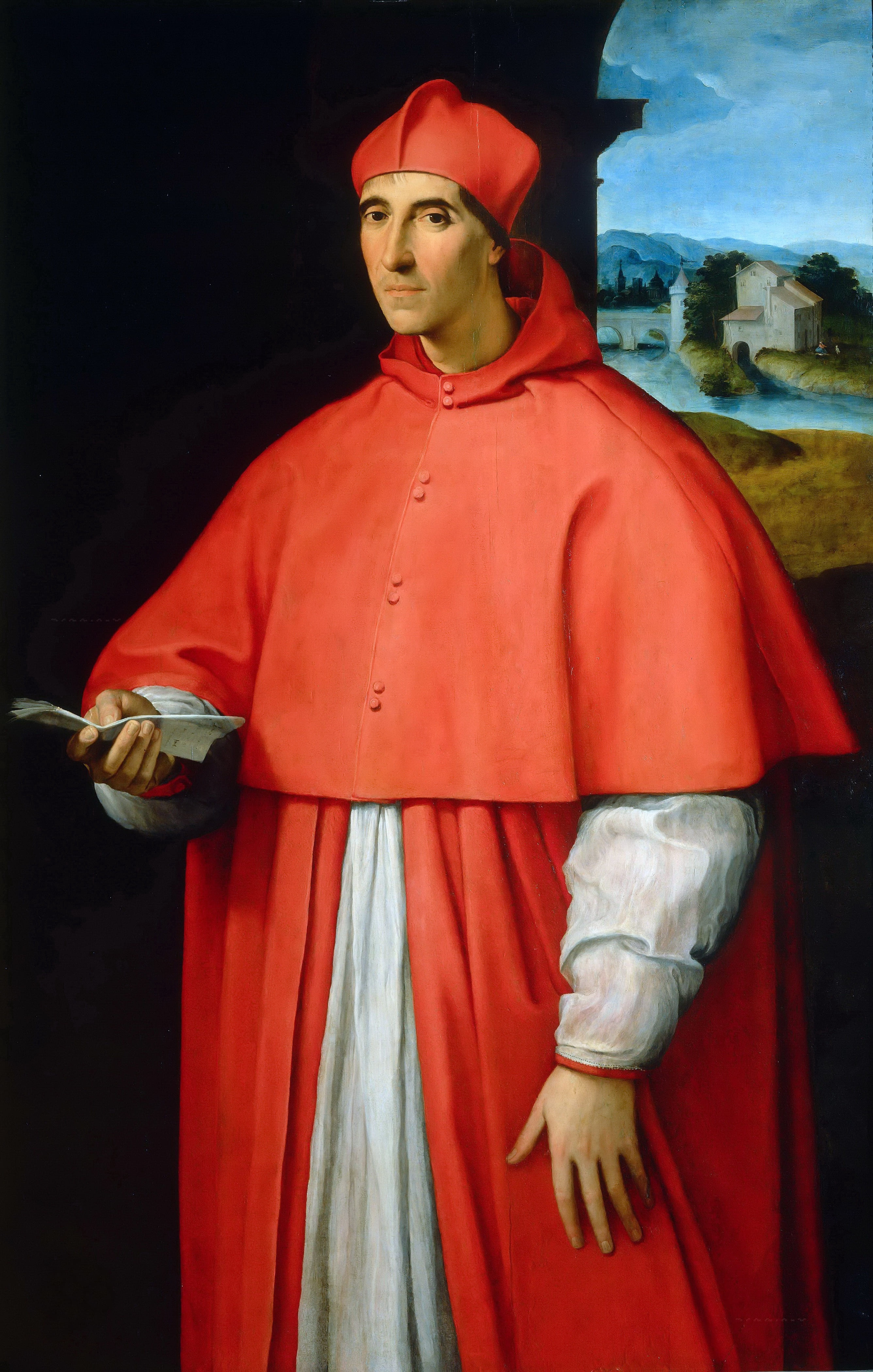
추기경 시절의 알레산드로 파르네세의 초상화 (라파엘로의 작품)

교황령 라티움 카니노 출신의 알레산드로 파르네세는 피에르 루이지 1세 파르네세와 그의 아내 조반나 가에타니 사이에서 태어난 장남이다. 그의 아버지는 몬탈토의 영주였으며, 어머니는 교황 보니파시오 8세를 배출한 가에타니 가문의 여식이었다. 파르네세 가문은 수세기에 걸쳐 번성하였지만, 가문의 부와 권력을 급속도로 증폭시킨 계기는 알레산드로가 훗날 교황좌에 올라 가문의 이익을 도모하기 위해 헌신적으로 노력한 결과였다.
알레산드로는 어려서부터 피사 대학교와 로렌초 데 메디치의 궁정에서 인문학에 대한 기본적인 소양을 익혔다. 특히 메디치 가문과 우호적인 관계를 맺으면서 훗날 교황 레오 10세가 되는 조반니 데 메디치와 친분을 맺었다. 1491년 교황의 공증인으로서 로마 교황청에 등용되었으며, 1493년 교황 알렉산데르 6세에 의해 산티 코스마 에 다미아노 성당의 부제급 추기경에 서임되었다. 교황 알렉산데르 6세의 정부(情婦)인 줄리아 파르네세는 바로 알레산드로의 누이였기 때문에 알레산드로에게는 ‘속치마 추기경’이라는 별명이 붙었다. 교황 클레멘스 7세(1523-1534) 시대에 그는 오스티아의 주교급 추기경과 추기경단 단장이 되었으며, 클레멘스 7세가 1534년에 선종하자 열린 콘클라베에서 총 여섯 명의 교황을 모신 경험과 재치를 인정받아 만장일치로 새 교황으로 피선되어 바오로 3세로 명명되었다.

## 가족 관계
성직에 입문하기 전에 세속적인 사교계 인물로 널리 알려져 있었던 그는 실비아 루피니라는 귀족 여인을 정부(情婦)로 삼아 슬하에 피에르 루이지, 파올로, 라누치오의 세 아들과 코스탄차라는 딸 하나 등 총 네 명의 사생아를 두었다. 그러나 1513년 정부와의 관계를 청산하여 사생활을 정리한 그는 사제로 서품되면서 종교인으로 거듭나게 되었다. 교황이 된 후 그가 한 첫 번째 일은 1534년 12월 18일 자신의 손자들을 추기경으로 서임한 일이었다. 당시 14세였던 알레산드로 파르네세와 16세였던 구이도 아스카니오 스포르차는 모두 추기경에 서임되었다. 바오로 3세는 또한 가스파로 콘타리니, 자코포 사돌레토, 레지널드 포올, 조반니 피에트로 카라파(훗날의 교황 바오로 4세) 등도 추기경으로 서임하였다.

## 정치 및 종교 활동
바오로 3세가 교황좌에 오른 당시는 1527년 로마 약탈이 끝난 지 얼마 지나지 않았으며, 또한 알프스 이북에서는 가톨릭교회의 존립 기반을 위태롭게 하는 프로테스탄티즘의 종교 개혁 운동이 한창 유행하고 있던 어려운 시기였다. 교회 쇄신 문제는 당시의 사회적 배경과 맞물려진다. 중세 말기에 들어서면서 실제로 교회 안의 여러 부분에서 폐해가 많아졌기 때문에 교회 쇄신이 무엇보다 가장 시급히 요구되는 상황에서 바오로 3세가 교황이 되면서 당면한 최대 화두는 교회 쇄신으로 모아지지 않을 수 없었다. 바오로 3세는 바로 이러한 시대의 요청을 받아들여 교회를 쇄신하는 문제에 매우 열성적이었으며, 1536년 6월 2일에는 이듬해인 1537년에 만토바에 공의회를 소집할 것을 알리는 교황 칙서를 반포하였다. 그리고 개신교 교도들에게도 공의회에 참석하라고 초대하였다. 그는 모든 참석자들이 이 공의회의 결론을 수용하리라고 생각하였다. 그러나 마르틴 루터는 개신교도들이 공의회에 참석하는 것을 반대하였으며, 독일 프로테스탄트교도들은 교황의 초대장을 개봉도 하지 않고 돌려보냈다. 그렇게 개신교 교도들의 참석을 설득하기 위해 공의회 개최가 연기되는 동안 공의회 주최지인 만토바의 공작마저 점차 공의회 개최를 만사에 제쳐두었다. 결국 이러한 정치적인 이해관계로 인하여 만토바 공의회 계획은 완전히 폐기되어 버렸다.
1537년 6월 2일 바오로 3세는 아메리카 대륙의 원주민들인 인디언들을 노예로 만들려는 유럽 군주들의 정책을 반대하며 이를 단죄하는 내용을 담은 교황 칙서 《하느님의 초월성》(Sublimus Dei)을 공포하였다.
1536년, 바오로 3세는 학식으로 보나 신앙심으로 보나 뛰어난 면모를 갖춘 아홉 명의 고위 성직자를 초빙하여 위원회를 구성하고 가톨릭교회의 쇄신과 재건을 위한 일련의 보고서를 작성케 하였다. 1537년 그들은 《교회 쇄신에 대한 의견》(Consilium de Emendanda Ecclesia)이라는 제목의 일련의 보고서를 작성하여 바오로 3세에게 제출하였다. 보고서에서 그들은 교황청과 교회 행정 및 성당에서 집전되는 전례 행위에서 교회 권력의 남용이 이루어지고 있다는 사실을 지적하였으며, 이러한 권력 남용을 철폐하기 위한 대담하고 솔직한 수많은 제안을 제시하였다. 이 보고서는 로마에서뿐만이 아니라, 스트라스부르크와 기타 다른 지역에서도 인쇄되었다. 이 안건들은 나중에 트리엔트 공의회의 의안으로 채택되었다. 이와 함께 바오로 3세는 수도회 쇄신에도 관심을 기울였고 주교의 관할 교구 상주의무를 강화시켰다.
한편 정치 분야에서 바오로 3세는 자기 가문의 영광을 위하여 사생아인 장남 피에르 루이지를 교회군 총사령관 겸 카스트로 공작에 임명하였으며, 피에르 루이지의 장남 알레산드로는 추기경으로, 차남 오타비오는 신성 로마 제국 황제 겸 스페인 국왕 카를 5세의 딸과 혼인시켰다. 바오로 3세는 또한 과중한 세금을 부과함으로써 백성들 및 봉신들과 심각한 정치적 마찰을 빚기도 하였다. 바오로 3세의 세금 정책에 반기를 들었던 페루자는 바오로 3세의 아들 피에르 루이지가 이끈 군대의 공격을 받고 무조건적 항복과 함께 모든 자유를 박탈당하였다. 콜론나 시민들은 손쉽게 정복되었으며, 아스카니오는 추방되었다. 이러한 일련의 사건들이 있은 후 이단을 말살할 시기가 도래하였다.

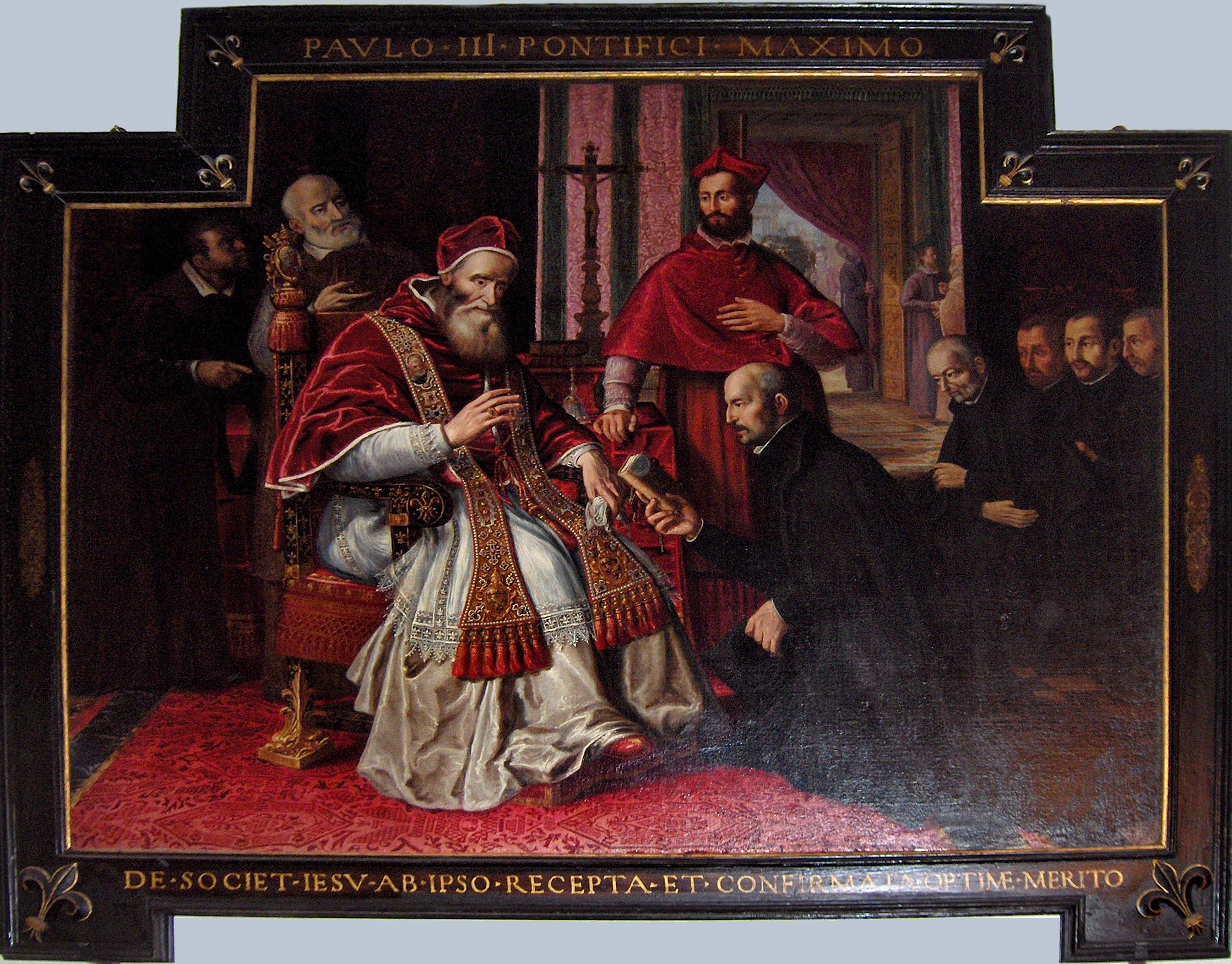
로욜라의 성 이냐시오의 예수회를 인가하는 교황 바오로 3세.

1540년 바오로 3세는 로욜라의 이냐시오와 그를 따르는 한 무리의 청년들이 로마를 찾아왔을 때, 그들의 모임을 공식적으로 승인하였다. 이들 청년 무리는 교황의 인가를 받은 후 예수회를 설립하였으며, 훗날 아시아와 아프리카, 아메리카 일대에 선교 활동을 할 수 있는 길을 열어 놓았다. 나중에는 본래 목적인 전교활동의 임무 외에도 프로테스탄티즘에 대한 전위 부대로도 활동하여 많은 지역에서 사람들을 가톨릭 신자로 머물도록 하는 데 일조하기도 하였다. 대략 이 시기부터 프로테스탄트에 대한 가톨릭교회의 체계적이고 점진적인 대응 방침이 진행되었다. 우선 그 첫 번째 단계로 1542년 바오로 3세는 로마에 검사성성을 신설하여 종교 재판을 실행에 옮겼다.
다른 한편으로, 바오로 3세는 가톨릭교회와 프로테스탄티즘의 화해와 교회의 재일치에 대한 희망을 버리지 않았다. 이에 따라 1540년 바오로 3세는 조반니 모로네를 교황특사로서 아그노와 보름스에 파견하였다. 그리고 1541년 가스파로 콘타리니 추기경을 레겐스부르크 회의의 조정 절차에 참여시켰다. 가톨릭과 프로테스탄트 양 진영은 신앙과 은총, 그리고 사랑을 동시에 강조하는 이중칭의론이라는 중간 타협안을 내놓았다. 그럼에도 불구하고 성찬례의 실체 변화, 즉 제대 위의 빵과 포도주 안에 그리스도가 실제로 현재한다는 성변화 교리에 대한 합의는 이루어내지 못했다. 성변화에 대한 프로테스탄트들의 입장이 하나로 통일되어 있지 못했기 때문이었다. 결국 이 문제로 두 진영의 온전한 타협은 물 건너갔다. 바오로 3세와 소수의 온건주의 성향의 추기경들이 프로테스탄트와의 대화를 시도하려는 것에 대해 대다수 추기경들은 강경하게 반대 의사를 표명하고자 그해 5월 27일 로마에서 소집된 추기경회의에서 프로테스탄트와의 화해와 타협을 일체 거부하기로 의견을 모았으며, 루터는 루터대로 가톨릭교회가 자신들이 지금까지 잘못된 교리를 가르쳐왔다는 것을 순순히 시인하고 이를 공개 사과한다는 조건에 한해서만 가톨릭교회와의 타협을 받아들이겠다고 고집하였다.
이제 바오로 3세가 기대할 수 있는 일이라고는, 그가 이탈리아에서 했던 것처럼 독일에 있는 프로테스탄트 이단자들을 근절하기 위해 종교재판을 재도입하고 토벌군을 편성하여 무력으로 그들을 진압하는 것뿐이었다.
마침 1544년 9월 크레스피의 평화 이후로 카를 5세 황제 역시 프로테스탄트를 무력으로 진압하는 방향으로 선회하였다.1545년 보름스 의회에서 카를 5세는 교황특사로 파견된 알레산드로 파르네세 추기경과 만나 교황청과 신성 로마 제국이 프로테스탄트에 공동으로 대응하기로 합의하였다. 바오로 3세는 독일의 프로테스탄트 제후들 및 영주들과의 전쟁을 지원하였다. 바오로 3세가 전쟁에 즉각적으로 찬동한 것은 지극히 개인적인 동기에서 비롯된 것이다. 평소에 바오로 3세는 아들 피에르 루이지가 파르마 공작령과 피아첸차 공작령을 갖게 되기를 소망하였는데, 마침 카를 5세가 독일 문제에 몰두하게 된 것을 절호의 시기로 내다본 것이다. 바오로 3세는 피에르 루이지를 위해 비록 교황령에 속한 땅이기는 했지만, 파르마와 피아첸차를 그보다는 가치가 떨어지는 카메리노와 네피와 맞바꿈으로써 추기경들의 반발을 사전에 차단하였다. 카를 5세는 바오로 3세가 보병 12,000명과 기병 500명을 지원군으로 파병해주는 것은 물론 상당한 양의 금액을 지불할 것을 약속하자 이에 동의하였다.

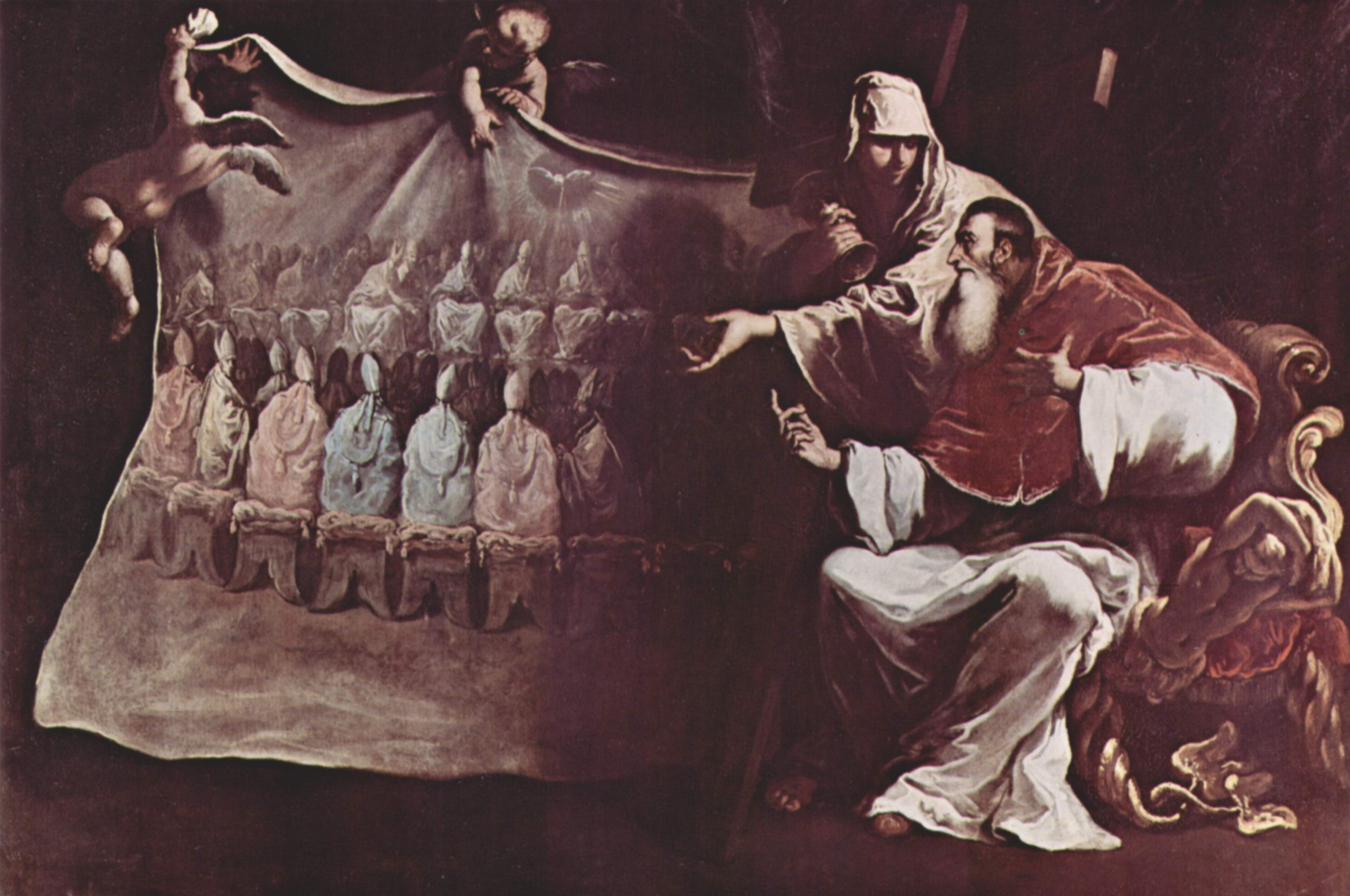
세바스티아노 리치의 ‘세계 공의회를 소집하라는 계시를 받은 바오로 3세.’

1545년 3월 15일 바오로 3세는 교황 칙서 《기뻐하라, 예루살렘이여!》(Laetare Hierusalem)를 통해 제19차 세계 공의회인 트리엔트 공의회를 소집하였다. 세속 군주들의 정치적 대립으로 개회 전부터 어려움을 겪었던 트리엔트 공의회는 겨우 한 명의 교부와 세 명의 교황 특사가 참여한 가운데 개회식을 가질 만큼 우여곡절을 드러낸 공의회였지만 결과적으로는 가톨릭교회 근세사에 있어서 최대의 사건으로 기록된다. 대외적으로 프로테스탄트의 견해를 반박하면서 전통적인 가톨릭 신앙 교의를 천명한 기회였으며 내부적으로는 뼈아픈 자각의 시간이었고 참된 종교 개혁이었다는 점에서 그렇다. 이 자리를 통해 신앙 규범으로서의 성경의 역할, 성경, 의화, 성사, 원죄에 대한 교리 등이 확정됐으며 개혁 규범 등도 선포됐다. 공의회를 통한 신앙고백은 공의회 폐막 1년 후인 1564년 《트리엔트 신앙 고백》이란 이름으로 세상에 드러났고 그외 공의회 문서들은 후임 교황들에 의해 차례로 발표됐다.
독일 서부에서부터 일어난 프로테스탄트 운동은 1542년 이후 쾰른 대주교령에서도 바람이 불기 시작하였다. 그러나 쾰른에서 프로테스탄트는 완벽한 성공을 거두지는 못했다. 왜냐하면 시 의회와 교구 사제단이 엄청나게 반발하였기 때문이다. 결국 1546년 4월 16일 쾰른 대주교 비트의 헤르만은 바오로 3세로부터 파문을 당했으며, 주교품은 박탈당하였다. 그리고 1547년에는 카를 5세에 의해 쾰른의 영주 자리에서도 강제로 쫓겨나고 말았다.

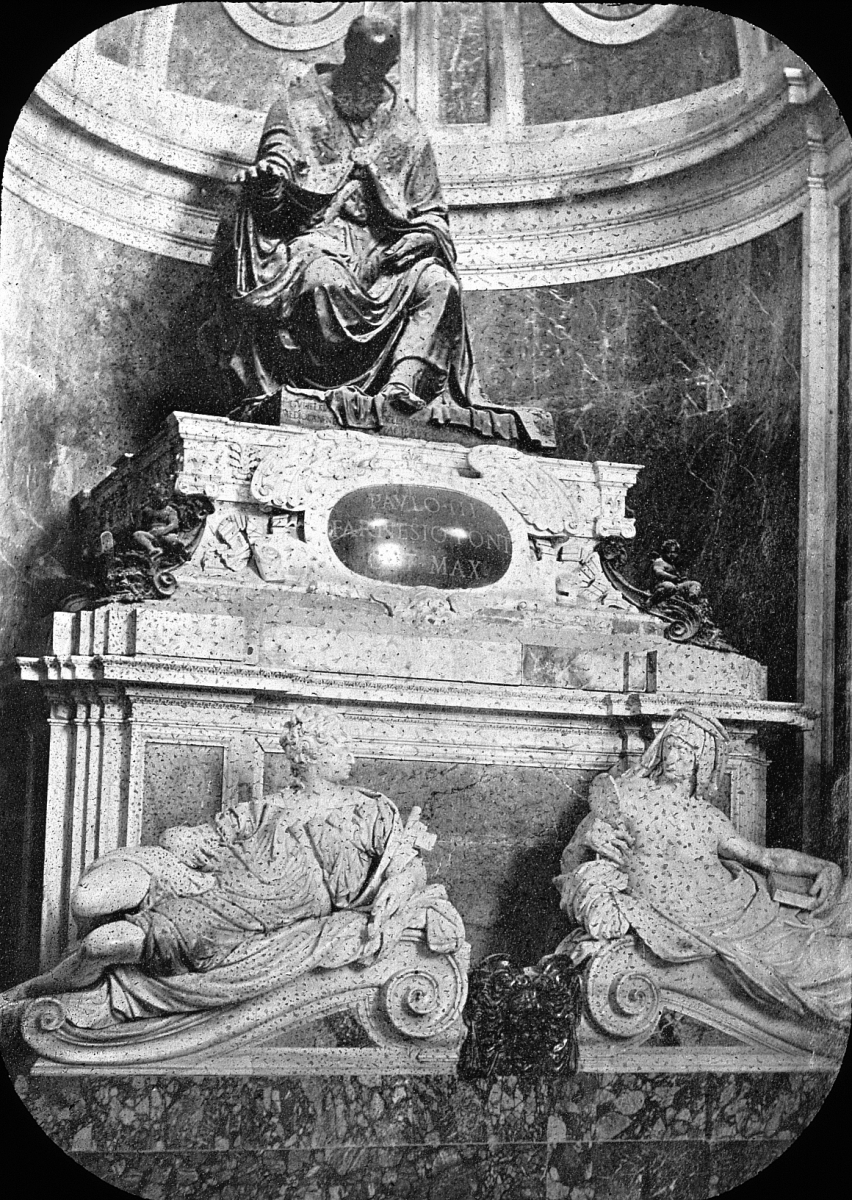
바티칸 성 베드로 대성전에 있는 교황 바오로 3세의 무덤

그러는 동안에 슈말칼덴 동맹으로 맺어진 신성 로마 제국의 프로테스탄트 제후들과 영주들 그리고 도시들을 토벌하기 위한 전쟁이 시작되었다. 1546년 말엽부터 시작된 전쟁은 1547년 4월 24일 카를 5세가 뮐베르크 전투에서 슈말칼덴 동맹군을 격퇴함으로써 독일 남부를 정복하는데 성공하였다. 이로써 카를 5세는 독일 전역에 대한 자신의 주권을 확립하였으며, 슈말칼덴 동맹의 지도자 두 명을 생포하였다.
카를 5세는 프로테스탄티즘을 진압하여 독일의 가톨릭 신앙을 재건하는 한편 그동안 준비한 아우크스부르크 잠정 협정을 실행에 옮겨 프로테스탄티즘과의 화해를 모색하기도 하였다. 바오로 3세는 카를 5세와의 사이가 곧 소원해졌는데, 그것은 카를 5세가 자신의 부섭정 페란테 곤차가가 바오로 3세의 아들인 피에르 루이지를 내쫓고 파르마와 피아첸차의 소유권을 강제로 탈취한 사건에 대해 묵묵부답으로 일관하였기 때문이었다.
바오로 3세는 비록 프로테스탄티즘 자체를 완전히 막아내지는 못했지만, 그에 맞서 가톨릭 개혁의 토대를 마련해 놓았다. 1538년 12월 그는 생애 두 번째이자 마지막 파문을 ‘잉글랜드 교회의 우두머리’를 자처하며 교황의 수위권을 부정한 잉글랜드의 국왕 헨리 8세에게 선고하였다.
바오로 3세의 끝은 갑자기 찾아왔다. 피에르 루이지가 피아첸차에서 암살당하는 사건이 일어나자, 바오로 3세는 이 사건이 카를 5세의 모종의 개입 없이 실현되지는 않았을 것이라고 생각하였다. 그러나 함께 동맹을 맺으려고 했던 프랑스의 국왕 프랑수아 1세(1515-1547)가 사망한 후, 정치적 압력으로 카를 5세의 뜻에 따라 아우크스부르크 잠정 협정의 내용을 그대로 받아들이게 된다. 암살당한 피에르 루이지 공작의 후임자 문제에서 바오로 3세는 표면상으로는 피아첸차와 파르마를 교회령으로 계속 유지하고 실질적으로는 피에르 루이지의 아들이자 자신의 손자인 오타비오 파르네세가 상속받게 하려고 하였지만, 카를 5세가 이를 방해하였다. 게다가 오타비오 역시 황제의 눈치를 보고 있었기 때문에 바오로 3세의 뜻을 따르려고 하지 않았다. 자신이 총애하는 손자인 파르네세 추기경이 황제와 거래했다는 사실을 알게 된 바오로 3세는 큰 충격을 받았다. 그는 극심한 고열에 시달리다가 퀴리날레 궁전에서 향년 81세를 일기로 선종하였다. 전해지는 바에 따르면, 죽는 순간까지 그의 정신은 매우 맑았다고 전해진다. 그의 시신은 성 베드로 대성전으로 옮겨져 미켈란젤로가 설계하고 굴리엘모 델라 포르타가 설치한 무덤에 안장되었다.

## 예술의 후원자

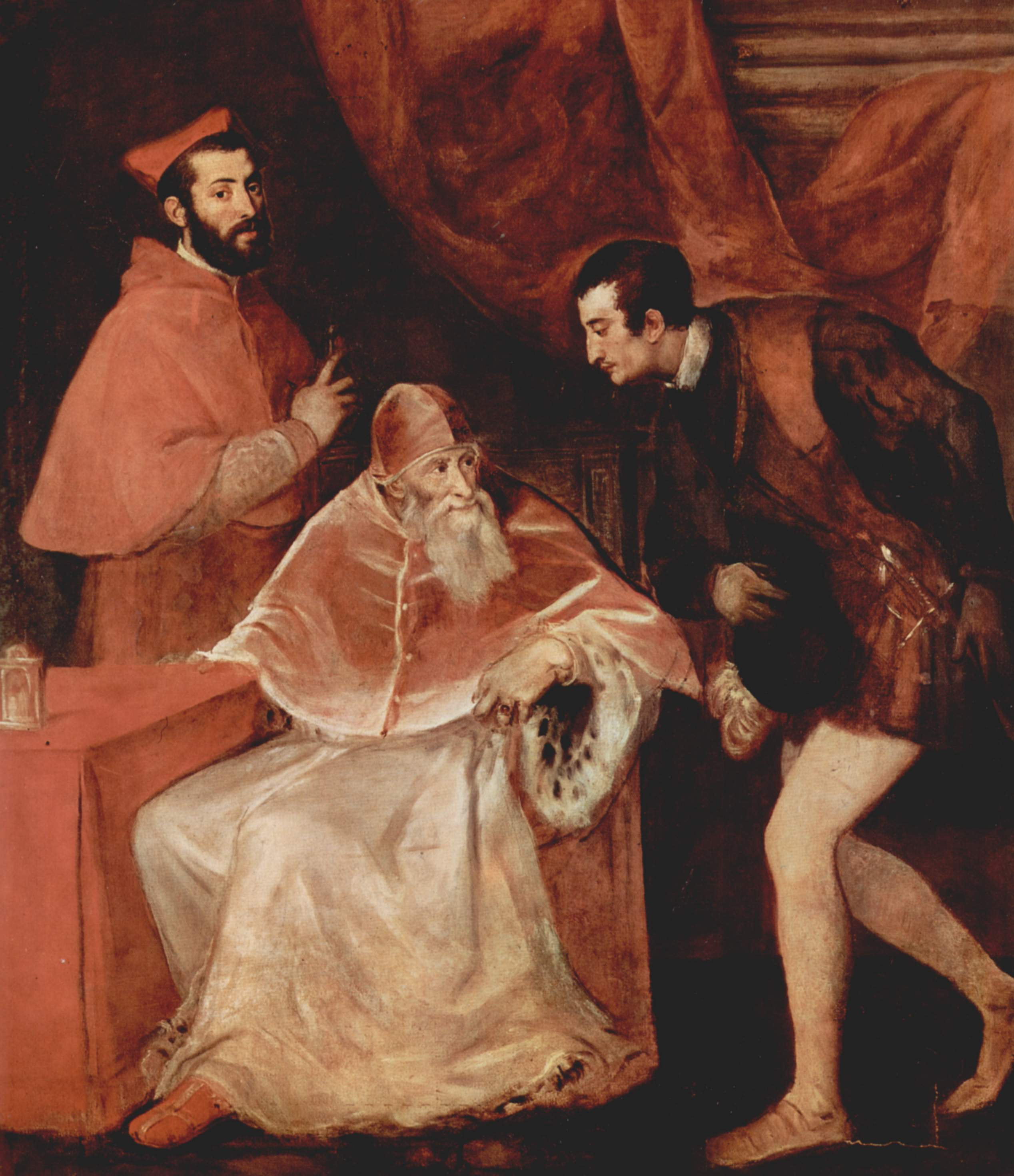
교황 바오로 3세의 그의 두 손자들인 추기경 알레산드로 파르네세(좌측)와 파르마 공작 오타비오 파르네세(우측)

예술과 학문, 사냥 등 귀족적 취향을 애호하였던 바오로 3세는 미켈란젤로를 ‘하느님이 보내 주신 사람’이라고 격찬하며 시스티나 경당의 제대화로 최후의 심판 등을 그리게 하였으며, 그 외 다른 예술가들의 재능도 충분히 발휘하게 하였다.
추기경 시절부터 로마 시내 중심가에 파르네세 궁전을 짓기 시작했던 그는 교황이 된 후부터 자신의 달라진 위상을 그대로 반영하듯 기존의 건축 계획보다 규모와 화려함을 더욱 크게 확대하였다. 궁전의 첫 번째 도안은 소안토니오 다 상갈로가 설계하였으며, 나중에 미켈란젤로에 의해 건물이 보다 세련화되었으며, 자코모 델라 포르타에 의해 완공되었다. 다른 파르네세 가문의 건물들과 마찬가지로 파르네세 궁전 역시 당시 교황의 가문인 파르네세 가문의 부귀권세를 그대로 드러내고 있다. 바오로 3세의 개인 저택인 카프라롤라의 빌라 파르네세 또한 이와 비슷한 위용을 가지고 있다. 1546년 소상갈로가 죽은 후, 바오로 3세는 노년의 미켈란젤로를 발탁하여 성 베드로 대성전의 공사 총감독으로 임명하였다. 미켈란젤로는 또한 바오로 3세의 명에 따라 바티칸의 바오로 경당에 자신의 생애 마지막 프레스코화인 ‘성 베드로의 십자가형’과 ‘성 바오로의 회심’을 그렸다.
바오로 3세가 건축 및 미술 분야에 의뢰한 일은 셀 수 없이 많고 그 종류도 다양하였다. 베네치아 출신의 화가 티치아노는 1543년에 바오로 3세의 초상화를 그렸으며, 1546년에는 바오로 3세와 그의 두 손자인 알레산드로 파르네세 추기경과 파르마 공작 오타비오 파르네세의 초상화를 그렸다. 바오로 3세는 또한 유능한 학자들을 대거 로마 대학교에 초빙하고, 산탄젤로 성을 프레스코화 장식으로 꾸미고, 바티칸 도서관을 충실(充實)하게 하였다. 이 때문에 르네상스 최후의 교황으로 부르기도 한다. 바오로 3세는 또한 자신의 치세 동안 교황령의 군사력을 대폭 강화하는데 주력하였다.

## 같이 보기
- 반종교개혁
- 예수회
- 트리엔트 공의회